# Rubaniwka (obwód chersoński)
Rubaniwka (ukr. Рубанівка) – wieś na Ukrainie, w obwodzie chersońskim, w rejonie kachowskim. W 2001 liczyła 3927 mieszkańców, wśród których 3115 jako ojczysty język wskazało ukraiński, 804 rosyjski, 1 mołdawski, 3 białoruski, 1 gagauski, 1 romski, a 2 inny.